# Spermolepis
- Commons
- Wikispecies

Spermolepis é um género botânico pertencente à família Apiaceae.
1. ↑  «Spermolepis — World Flora Online». www.worldfloraonline.org. Consultado em 19 de agosto de 2020